# Giro delle Fiandre 2020
Il Giro delle Fiandre 2020, centoquattresima edizione della corsa e valida come diciannovesima prova dell'UCI World Tour 2020 categoria 1.UWT, inizialmente previsto per il 5 aprile, fu posticipato a causa della pandemia di COVID-19 e si svolse il 18 ottobre 2020 su un percorso di 243,3 km, con partenza da Anversa e arrivo a Oudenaarde, in Belgio. La vittoria fu appannaggio dell'olandese Mathieu van der Poel, che completò il percorso in 5h43'17", alla media di 42,525 km/h, precedendo il belga Wout Van Aert e il norvegese Alexander Kristoff.
Sul traguardo di Oudenaarde 113 ciclisti, su 173 partiti da Anversa, portarono a termine la competizione.

## Squadre e corridori partecipanti
| N.      | Cod. | Squadra                |
| ------- | ---- | ---------------------- |
| 1-7     | EF1  | EF Pro Cycling         |
| 11-17   | DQT  | Deceuninck-Quick Step  |
| 21-27   | LTS  | Lotto Soudal           |
| 31-37   | ALM  | AG2R La Mondiale       |
| 41-47   | TJV  | Team Jumbo-Visma       |
| 51-57   | AFC  | Alpecin-Fenix          |
| 61-67   | BOH  | Bora-Hansgrohe         |
| 71-77   | CCC  | CCC Team               |
| 81-87   | TFS  | Trek-Segafredo         |
| 91-97   | GFC  | Groupama-FDJ           |
| 101-107 | ISN  | Israel Start-Up Nation |
| 111-117 | TBM  | Bahrain-McLaren        |
| 121-127 | MTS  | Mitchelton-Scott       |

| N.      | Cod. | Squadra                    |
| ------- | ---- | -------------------------- |
| 131-137 | MOV  | Movistar Team              |
| 141-147 | NTT  | NTT Pro Cycling Team       |
| 151-157 | IGD  | Ineos Grenadiers           |
| 161-167 | SUN  | Team Sunweb                |
| 171-177 | AST  | Astana Pro Team            |
| 181-187 | UAD  | UAE Team Emirates          |
| 191-197 | COF  | Cofidis, Solutions Crédits |
| 201-207 | WVA  | Bingoal-Wallonie Bruxelles |
| 211-217 | CWG  | Circus-Wanty Gobert        |
| 221-227 | SVB  | Sport Vlaanderen-Baloise   |
| 231-237 | BVC  | B&B Hotels-Vital Concept   |
| 241-247 | TDE  | Total Direct Énergie       |

## Ordine d'arrivo (Top 10)
| Pos. | Corridore            | Squadra    | Tempo    |
| ---- | -------------------- | ---------- | -------- |
| 1    | Mathieu van der Poel | Alpecin    | 5h43'17" |
| 2    | Wout Van Aert        | Jumbo      | s.t.     |
| 3    | Alexander Kristoff   | UAE        | a 8"     |
| 4    | Anthony Turgis       | Total      | s.t.     |
| 5    | Yves Lampaert        | Deceuninck | s.t.     |
| 6    | Dimitri Claeys       | Cofidis    | s.t.     |
| 7    | Oliver Naesen        | AG2R       | s.t.     |
| 8    | Dylan van Baarle     | Ineos      | s.t.     |
| 9    | John Degenkolb       | Lotto      | s.t.     |
| 10   | Tiesj Benoot         | Sunweb     | s.t.     |